# Gordon Stiernstedt
Sten Edvard William Gordon Stiernstedt, född den 10 juni 1885 i Östuna, död den 18 maj 1976 i Stockholm, var en svensk friherre, direktör och skriftställare.
Stiernstedt avlade mogenhetsexamen vid Norra latin i Stockholm 1904 och juris kandidatexamen vid Uppsala universitet 1911. Efter studier vid universitetet i Montpellier 1912 genomförde han tingstjänstgöring i Ovansiljans domsaga. Stiernstedt blev 1914 biträdande ombudsman i Norrlandsbanken och 1916 amanuens i Kommerskollegium. Åren 1918–1919 arbetade han som biträdande sekreterare i Stockholms handelskammare och återvände dit, efter kortare tjänstgöring i Kommerskollegium, som sekreterare 1921. Han var vice verkställande direktör där 1928–1936 och verkställande direktör 1936–1948.
Han hade en mängd andra uppdrag, bland annat inom olika branschorganisationer och statliga organ. Han var exempelvis sekreterare i 1920 års järnvägselektrifieringskommission och i 1920 års svagströmskommission, adjungerad ledamot i nämnden för konjunkturinstitutet 1937, ledamot av den statliga spannmålisnämnden 1932–1935, ledamot av den statliga jordbruksnämnden 1935–1939, ordförande i Svenska kolonialvaruimportörföreningen 1940–1954 och i Svenska importföreningen för färsk frukt 1940. Han deltog även i handelskamrarnas internationella samarbete och var sekreterare i den internationella handelskammarens svenska nationalkommitté 1923–1950.
W Gordon Stiernstedt, som han själv skrev sitt namn, föddes på släktens stamgård Risberga där han blev delägare. Han hade ett stort intresse för hembygdshistoria och sin egens släkts historia. Han publicerade ett flertal kulturhistoriska böcker och skrifter, bland annat Lantjunkare (1939), Den entoniga melodien (1947), Två släktled berätta (1948), Amalia von Helvigs brev till Geijer (1950), Ett halvsekel (1952), En hundraårig konjunkturspegel (1958) och Löwenströmska lasarettet (1959). Han efterlämnade även en opublicerad biografi över Henrik Palme som senare har utgivits (2003). Genom giftermålet med Kate Hamilton blev han släkt med Erik Gustaf Geijer och han publicerade ett stort antal handlingar från den Hamiltonska Geijersamlingen. Den hade genom ett arv tillfallit hustrun och förvarades på Risberga.
Stiernstedt stod för en liberal hållning. Han var under studieåren medlem i Verdandi och engagerade sig i rösträttsstriden utan att ge sig in i partipolitiken. Före och under andra världskriget var han medlem i Tisdagsklubben och Nordens Frihet och därmed aktiv motståndare till nazismen.
Stiernstedt fick ett antal utmärkelser och ordnar, bland andra Konung Gustaf V:s jubileumsminnestecken, Vasaorden (KVO), Nordstjärneorden (RNO), norska Sankt Olavs orden (KNS:tOO), Officer av Belgiska Leopoldsorden (OffBLeopO), Kommendör av Belgiska Kronorden (KBKrO), danska Dannebrogorden (RDDO), Officer av Österrikiska Hederstecknet (OffÖHT), Riddare av Franska Hederslegionen (RFrHL), Patriotiska Sällskapets Guldmedalj (PatrSällskstGM) och Sällskapet Pro Patrias Stora Guldmedalj (ProPatrstGM).
Gordon Stiernstedt  var son till godsägaren Edvard August Stjernstedt (1828–1909) och Thérese Stjernstedt (1842–1932), född Nyberg. Han gifte sig 1915 med filosofie kandidat Kate Hamilton (1890–1976), dotter till landshövdingen, greve Knut Archibald Hamilton och Alice Evelina Abramson. Paret fick fyra barn, bland dem Jan Stiernstedt (1925–2008).